# Ivar Wallenius
Ivar Wallenius, född 16 juli 1750 i Hollola, död 27 augusti 1818 i Hauho, var en svensk präst.

## Biografi
Ivar Wallenius föddes 1750 i Hollola. Han var son till bataljonspredikanten Isaac Wallenius i Tavastehus infateriregemente och Catharina Indreen. Wallenius blev 20 februari 1769 student vid Kungliga Akademien i Åbo och prästvigdes 28 september 1772 i Borgå domkyrka till extra ordinarie bataljonspredikant i Tavastehus infanteriregemente. Han blev 1774 domkyrkoadjunkt i Borgå domkyrkoförsamling och avlade 31 juli 1776 pastoralexamen. Wallenius blev 26 mars 1777 domkyrkokomminister i Borgå domkyrkoförsamling, tillträdde 1 maj 1778 och var även från 19 augusti 1777 bataljonspredikant vid Tavastehus infanteriregemente, efter sin fader. Han blev 10 februari 1779 regementspastor vid infanteriregemente och var även domkyrkokomminister. Wallenius blev 12 mars 1779 kunglig hovpredikant och 20 februari 1782 kyrkoherde i Finska församlingen, Stockholm, tillträdde 1 maj 1782. Han blev 25 juni 1782 assessor i Stockholms konsistorium och förelgos 1788 till kyrkoherde i Klara församling. Han föreslogs 1792 till kyrkoherde i Katarina församling och blev 1 november 1800 teologie doktor i Uppsala. Wallenius utnämndes 1801 till ledamot av Nordstjärneorden och blev 14 februari 1805 kyrkoherde i Hauho, tillträdde 1 maj 1805. Han tog avsked som assessor 18 juni 1805 i Stockholms konsistorium och blev 12 oktober 1805 kontraktsprost. Wallenius avled 1818 i Hauho.

### Familj
Wallenius gifte sig 14 november 1779 i Borgå domkyrkoförsamling med Maria Charlotta Krogius (1761–1842), dotter till biskopen Paul Krogius i Borgå stift och Anna Sara Hassel.